# Pharsale (ville)
Pour les articles homonymes, voir Pharsale.
Pharsale (en grec : Φάρσαλα, Farsala) est une ville et un dème de Grèce comptant 9 870 habitants en 2001 située dans le district régional de Larissa, en Thessalie méridionale, aux pieds du mont Narthakion, proche de la rivière Énipée, affluent du Pénée.

## Histoire

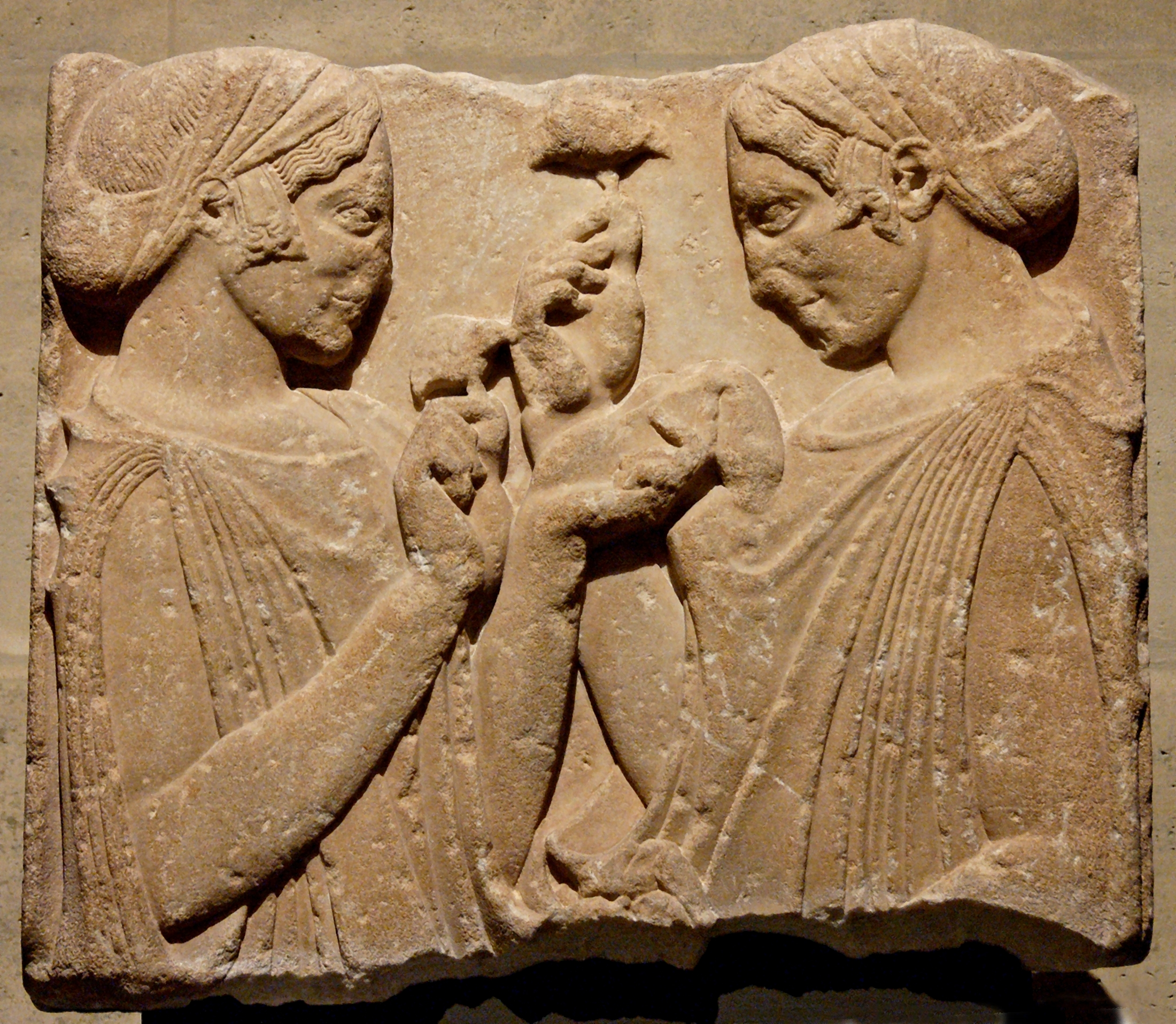
L'exaltation de la fleur, bas-relief d'une stèle funéraire de Pharsale, découvert par Léon Heuzey de l'École française d'Athènes.

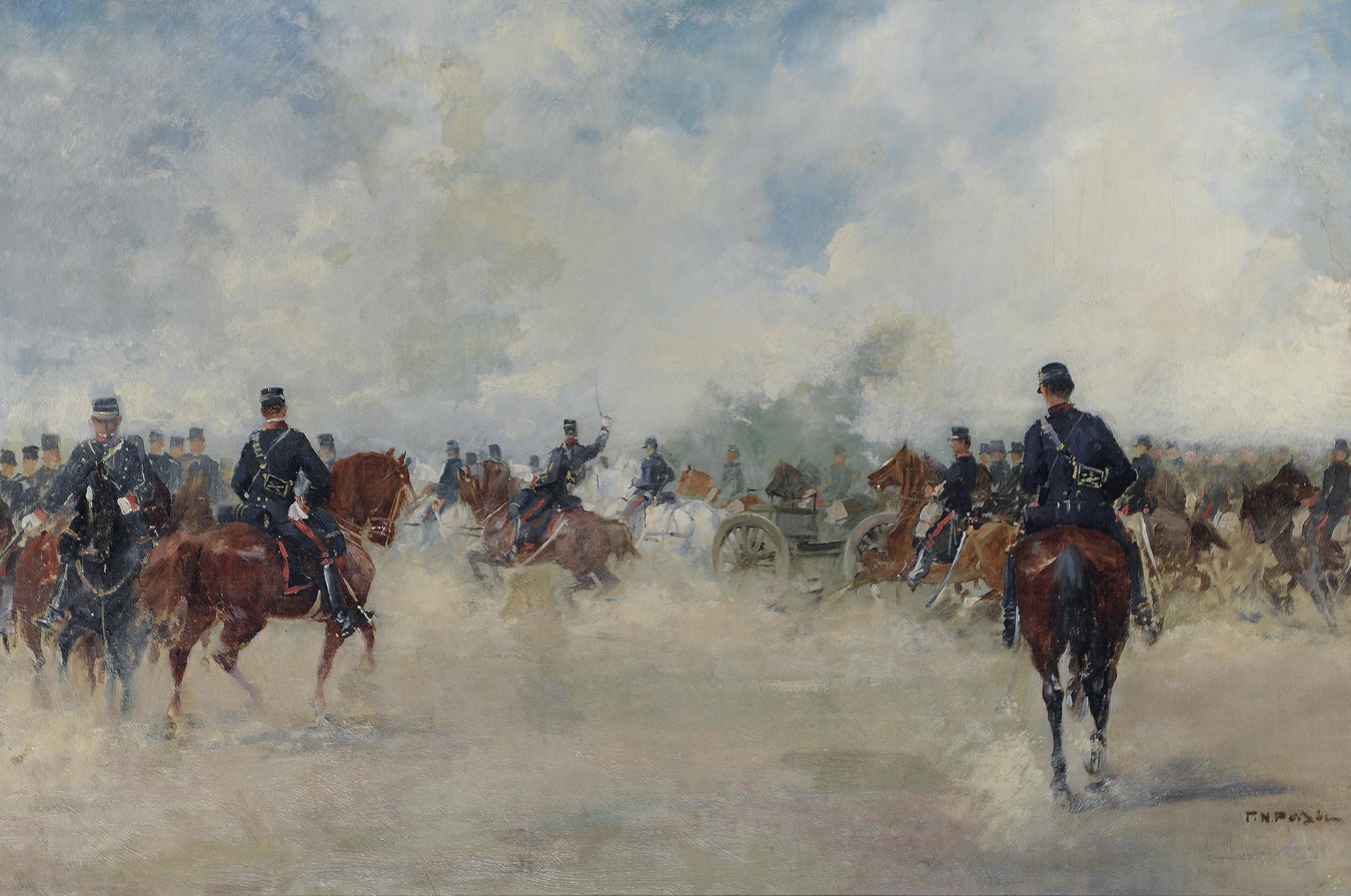
Bataille de Pharsale (1897) de Georgios Roilos (1867-1928)

Pharsale, dont l'histoire est celle de la Thessalie, est surtout connue pour deux batailles qui eurent lieu dans la plaine voisine :
- la plus connue est celle que Jules César a remporté contre Pompée le 9 août 48 av. J.-C. : pour cette raison, Pharsale est devenu le nom courant du Bellum ciuile, l'œuvre majeure du poète latin Lucain ;
- l'autre est une défaite grecque face aux Turcs en 1897.

Pharsale fut pratiquement détruite par un tremblement de terre en 1954. Elle a perdu son statut d'évêché en 1900 au profit de Larissa.

## Gastronomie
Pharsale produit un halva réputé.